# 坎普維爾 (佛羅里達州)
坎普維爾（英語：Campville）是位於美國佛羅里達州阿拉楚阿縣的一個非建制地區。該地的面積和人口皆未知。

## 地理
坎普維爾的座標為29°39′59″N 82°07′06″W / 29.66639°N 82.11833°W，而該地的平均海拔高度為46米（即151英尺）。